# Крісті Браун
Крі́сті Бра́ун (англ. Christy Brown; 5 червня 1932, Дублін, Ірландська Вільна держава — 7 вересня 1981, Іст-Пеннард, Мендіп, Сомерсет, Англія, Велика Британія) — ірландський письменник і художник, народжений з церебральним паралічем, мав можливість писати і малювати лише пальцями однієї ноги. Найвизнаніша з його робіт — автобіографія «Моя ліва нога», яку 1989 року екранізовано з Денієлом Дей-Льюїсом в оскароносній ролі Брауна.

## Життєпис
Народився в сім'ї ірландських робітників у шпиталі Ротунда Дубліна в червні 1932 року. Після його народження лікарі виявили в дитини важку форму дитячого церебрального паралічу, неврологічного захворювання, що викликає спастику всіх кінцівок. Попри поради лікарів помістити його до відповідної установи з реабілітації, батьки Крісті вирішили підняти дитину власними силами разом з рештою їхніх дітей. Коли Крісті був у підлітковому віці, про нього дізналася соціальна працівниця Катріона Делахунт (Katriona Delahunt) і почала регулярно відвідувати його сім'ю, приносила йому книжки та фарби. З часом Крісті виявив інтерес до художнього мистецтва та літератури. Він виявив надзвичайну спритність в управлінні паралізованими кінцівками, навчившись писати та малювати своєю лівою ногою, якою міг керувати. Крісті швидко став серйозним художником.
Попри відсутність формальної шкільної освіти, Крісті Браун з перервами відвідував школу Святого Брендана в Сандімаунті, де познайомився з доктором Робертом Коллісом. Колліс пізніше допоміг йому, через власні зв'язки, опублікувати книжку «Моя ліва нога».
Коли «Моя ліва нога» стала літературною сенсацією, серед багатьох людей, які писали листи Крісті Брауну, була й американка Бет Мур (Beth Moore). Крісті й Бет стали листуватися, а 1960 року Крісті Браун поїхав у відпустку в Північну Америку, зупинившись у будинку Бет Мур у Коннектикуті. Зустрівшись знову 1965 року, вони відкрили бізнес. Крісті Браун вирушив у Коннектикут знову, щоб закінчити свій Magnum opus, над яким працював роками, і закінчив його 1967 року за допомоги Бет Мур та завдяки суворому режиму й розпорядку дня. Книжку «Завжди вниз», видану 1970 року, присвячено Бет Мур зі словами «Для Бет, яка з м'якою жорсткістю нарешті змусила мене дописати цю книгу…». Після повернення до Ірландії Браун накопичив достатньо коштів, щоб побудувати та переїхати з сім'єю сестри до будинку за Дубліном. Хоча Браун і Бет планували розписатися й жити в новому будинку, в той час у Брауна почався роман з англійкою Мері Керр, яку він зустрів у гостях у Лондоні. Браун порвав стосунки з Мур і 1972 року розписався з Керр у РАЦСі Дубліна. Вони переїхали до Stoney Lane у Раткулі (графство Дублін). Браун і далі писав картини та книжки, складав вірші та п'єси. 1974 року вийшов його роман «Тінь на літо» (A Shadow on Summer), заснований на його стосунках із Мур, з якою він дружив.

## Культурний вплив
1989 року знято екранізацію книги «Моя ліва нога» (режисер Джим Шерідан) за сценарієм Шейна Коннотона. У ролі Крісті Брауна знявся Денієл Дей-Льюїс разом із Брендою Фрікер у ролі його матері. За зіграні ролі актори здобули премії «Оскар». Фільм також висували на «Оскар» як найкращий фільм року, за найкращу режисуру, а також найкращий адаптований сценарій. Денієл Дей-Льюїс, готуючись до зйомок, проводив час у шкільній клініці Сандімаунт Дубліна, переймаючись життям людей з обмеженими можливостями.
Ірландський рок-гурт The Pogues віддав данину Крісті Брауну піснею під назвою «Геть усі дні». Це сьомий трек їхнього альбому 1989 року Peace and Love. Також пісню під назвою «Геть усі дні» випустив U2 до 20-річчя видання Achtung Baby.